# Фернанда (куче)
Фернанда е популярно в България улично куче. Наричано е „241-вия депутат“ в българското Народно събрание.
Кучето става „хит“ първо в социалните мрежи, а по-късно и в централните ежедневници и телевизионни канали. Фернанда „охранява“ парадния вход на парламента, разхожда се по червените пътеки, по които минават депутатите и акредитираните лица и стои на пост редом с гвардейците. Дори е погалено от министър-педседтеля на правителството на републиката.
Когато депутатите не успяват да постигнат съгласие орносно ръководството на събранието, се чуват гласове за издигане кандидатурата и за председател на Народното събрание. В тези моменти се провежда кампания по издирване на кучето, понеже то е беждомниче. Забелязано е,че то е успяло да стигне до Студентски град, като е засичано и в района на Зимния дворец на спорта и Националната спортна академия.
Животинчето вече живее в дома на Петър Илиев в столичния квартал „Малинова долина“, който е решил да го приюти и му даде името Фернанда. Илиев намира кучето  случйно и не знае, че то е „звезда“. Среща я на паркинг, след което започва да изрежда кучешки имена. На Фернанда тя започва да върти опашка и да върви след компанията му.
Учителят Петър Донкин е вдъхновен от този персонаж и написва „Балада за кучето пред Парламента“.